# 220-е годы
220-е (две́сти двадца́тые) го́ды по юлианскому календарю — промежуток времени с 1 января 220 года по 31 декабря 229 года, включающий 220 год 2-го десятилетия   и с 221 по 229 годы    3-го десятилетия III века 1-го тысячелетия.  Они закончились 1796 лет назад.

## Важнейшие события
- Эпоха Троецарствия[1][2] в Китае (220—280; Вэй; У; Шу). Императорским указом отменены деньги, в качестве средства обмена стали употребляться зерно и шёлк.
- Вторая половина 220-х годов — претор, затем консул Гордиан-младший, сын Гордиана.
- Гибель Парфянского царства.